# 22791 Тварог
22791 Тварог (22791 Twarog) — астероїд головного поясу, відкритий 14 червня 1999 року.
Тіссеранів параметр щодо Юпітера — 3,665.